# 中西部太平洋渔业委员会
中西太平洋高度洄游魚類種群養護與管理委員會，通稱中西部太平洋渔业委员会（英語：Western & Central Pacific Fisheries Commission - WCPFC）是依据2000年《中西部太平洋高度洄游鱼类种群养护和管理公约》成立的区域性渔业管理组织，也是太平洋岛国论坛组织的观察员（反之论坛秘书处也是此委员会的观察员之一）。目前拥有26个成员和8个合作非会员。

## WCPFC公约
《中西部太平洋高度洄游鱼类种群养护和管理公约》订于美国夏威夷州檀香山，于2004年6月19日生效，保存人是新西兰政府。

### 背景
各缔约方决定为当代和子孙后代确保中西部太平洋高度洄游鱼类的长期养护和可持续利用，制订公约。

### 内容
公约设立了中西部太平洋渔业委员会，对高度洄游鱼类种群的养护和管理、委员会成员的义务、船旗国责任、遵守执法等做了规定。

## 成員

### 會員
- 澳大利亞
- 中國
- 加拿大
- 庫克群島
- 歐盟
- 密克羅尼西亞聯邦
- 斐濟
- 法國
- 印度尼西亚
- 日本
- 吉里巴斯
- 韓國
- 馬紹爾群島
- 諾魯
- 紐西蘭
- 紐埃
- 帛琉
- 巴布亞新幾內亞
- 菲律賓
- 薩摩亞
- 索羅門群島
- 中華臺北[註 1]
- 東加
- 吐瓦魯
- 美國
- 萬那杜

### 屬地
- 美屬薩摩亞
- 北馬利安納群島
- 法屬玻里尼西亞
- 關島
- 新喀里多尼亞
- 托克勞
- 瓦利斯和富圖納

### 合作非會員
- 巴哈馬
- 庫拉索
- 厄瓜多
- 薩爾瓦多
- 賴比瑞亞
- 巴拿馬
- 泰國
- 越南

### 觀察員
- 墨西哥
- 尼加拉瓜
- 英國
- 24個跨政府組織
- 38個非政府組織

## 组织结构
委员会设立了科学分委会、技术和执法分委会、北部分委会和金融和管理分委会，还设立了秘书处。

### 分委会职能
科学分委会主要职能为提出研究计划，审议科学专家的工作，鼓励促进科研合作，和审议相关研究和分析结果等。技术和执法分委会主要职能为提供、执行与遵守相关信息和意见建议，监督审议相关措施的遵守情况和执行情况。

### 秘书处
秘书处执行主任由委员会任命，一届任期四年，并可由委员会再次任命第二届四年任期。